# Hanns-Christoph Eiden

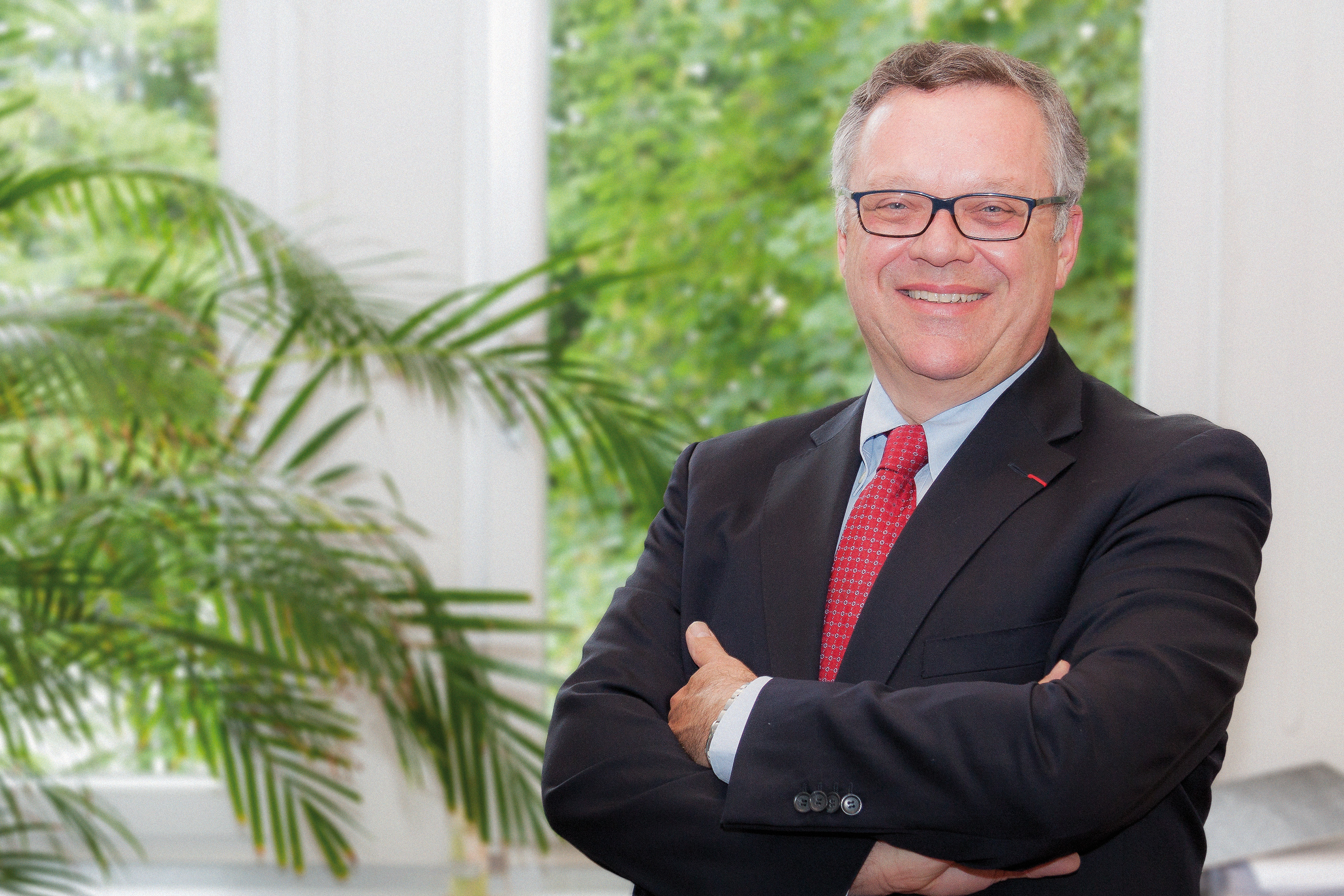
Hanns-Christoph Eiden

Hanns-Christoph Eiden (* 15. Juli 1956 in Hermeskeil) ist ein deutscher Jurist und war von 2010 bis 2023 Präsident der Bundesanstalt für Landwirtschaft und Ernährung.

## Leben

### Ausbildung
Von 1975 bis 1981 studierte Eiden Rechtswissenschaften an der Universität von Trier und an der Universität von Münster. 1983 promovierte er an der Universität Münster zum Thema „Die Rechtsangleichung gemäß Artikel 100 des EWG-Vertrages“. 1987 legte Eiden die 2. Juristische Staatsprüfung ab. Seit dem Studium ist er Mitglied der katholischen Studentenverbindungen KDStV Churtrier Trier und KDStV Winfridia (Breslau) Münster.
Er ist verheiratet und hat fünf Kinder.

### Beruf
1987 wurde Eiden Referent im damaligen Bundesministerium für Ernährung, Landwirtschaft und Forsten. Dort war er 23 Jahre in verschiedenen Funktionen tätig, zuletzt in leitender Position zuständig für europäische und internationale Angelegenheiten sowie als deutscher Sprecher im Sonderausschuss Landwirtschaft. Im Jahr 2010 wurde er auf Vorschlag von Bundesministerin Ilse Aigner zum Präsidenten der Bundesanstalt für Landwirtschaft und Ernährung ernannt. Am 31. Mai 2023 trat er in den Ruhestand.
Zu der Amtszeit ihres Nachfolgers Christian Schmidt hat sich das Aufgabenfeld der Behörde weiter vergrößert. Sie ist inzwischen auch Projektträgerin für das Bundesprogramm Ländliche Entwicklung und beheimatet das Bundeszentrum für Ernährung (BZfE) und das Bundesinformationszentrum Landwirtschaft (BZL).
Auf internationaler Ebene ist Eiden im Scaling Up Nutrition Movement (SUN) aktiv. Von 2012 bis 2014 war er einer der „Facilitators“ des Netzwerkes der Geberländer (Donor Network).

## Ehrenämter
Eiden ist seit ihrer Gründung im Jahr 2005 stellvertretender Vorsitzender der Bürgerstiftung Rheinviertel in Bad Godesberg und seit November 2022 ihr Vorsitzender. Seit 2012 ist er zudem Vorsitzender der Bonn Research Alliance of Innovative Information Systems in International Quality Food Chain and Crisis Communication (Bonn.realis).

## Auszeichnungen
- Ernennung zum Ritter der französischen Ehrenlegion 2012
- Aufnahme in den Ritterorden vom Heiligen Grab zu Jerusalem 2017